# Szany
Szany nagyközség Győr-Moson-Sopron vármegyében, a Csornai járásban.

## Fekvése

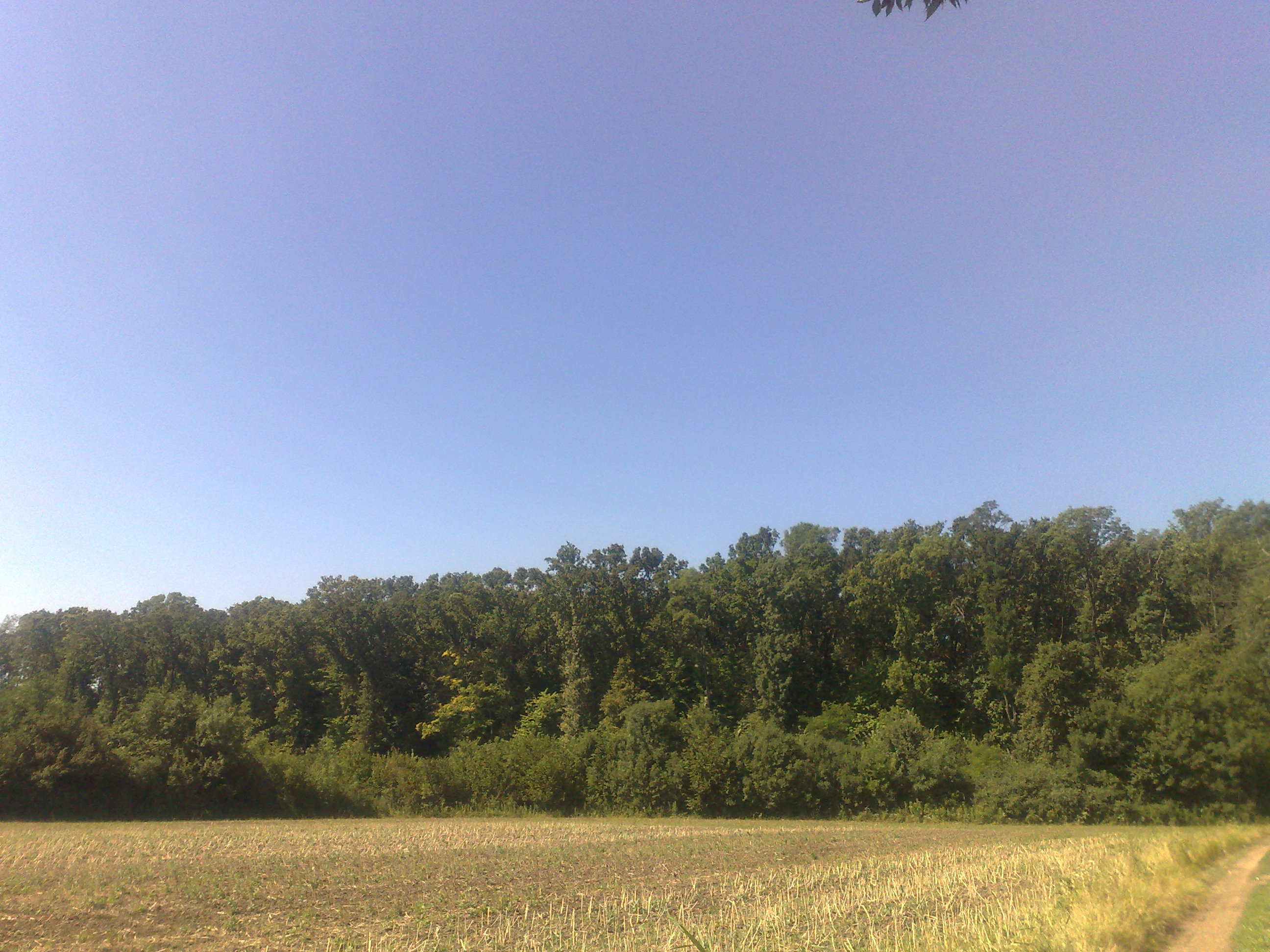
Az „Egererdő”

Magyarország északnyugati részén, a Kisalföld déli peremterületén, a Rábaközben fekszik, a Rába folyótól 3 kilométerre északra, Csornától 18 kilométerre délre. A Rába vízgyűjtő területéhez tartozik; határát átszelik a Szil–Sárdos-ér, a Vág–Sárdos-ér–Megág csatornák és a Makk-ér. Szép környezetben lévő öthektáros horgásztava a kavicsbányászat nyomán keletkezett. A határában lévő, együtt mintegy 240 hektáros egererdő és Móricz-erdő a Rábaköz őshonos növényzetének megmaradt kemény lombos erdőfoltjai. Területe sík, átlagos tengerszint feletti magassága 120 méter.
A szomszédos települések: észak felől Rábacsanak, északkelet felől Egyed, kelet felől Rábaszentandrás, dél felől Várkesző és Egyházaskesző, délnyugat felől Rábasebes, nyugat felől pedig Szil. Lakott területei keleten gyakorlatilag teljesen összenőttek Rábaszentandrás belterületével.

### Megközelítése
Legfontosabb közúti megközelítési útvonala a Pápától a Rábaközig vezető 8408-as út, ezen érhető el a legegyszerűbben a 83-as és a 86-os főutak felől is. Egyed-Sobor felől a 8424-es út vezet a településre, Vággal pedig a 8425-ös út köti össze.
A hazai vasútvonalak közül a települést a MÁV 14-es számú Pápa–Csorna-vasútvonala érinti, amelynek egy megállási pontja van itt. Szany-Rábaszentandrás vasútállomás a két névadó település határvonala közelében, de teljesen szanyi területen helyezkedik el, a 8424-es út vasúti keresztezésétől északra, közvetlen közúti elérését a 84 312-es számú mellékút biztosítja.

## Története és mai élete

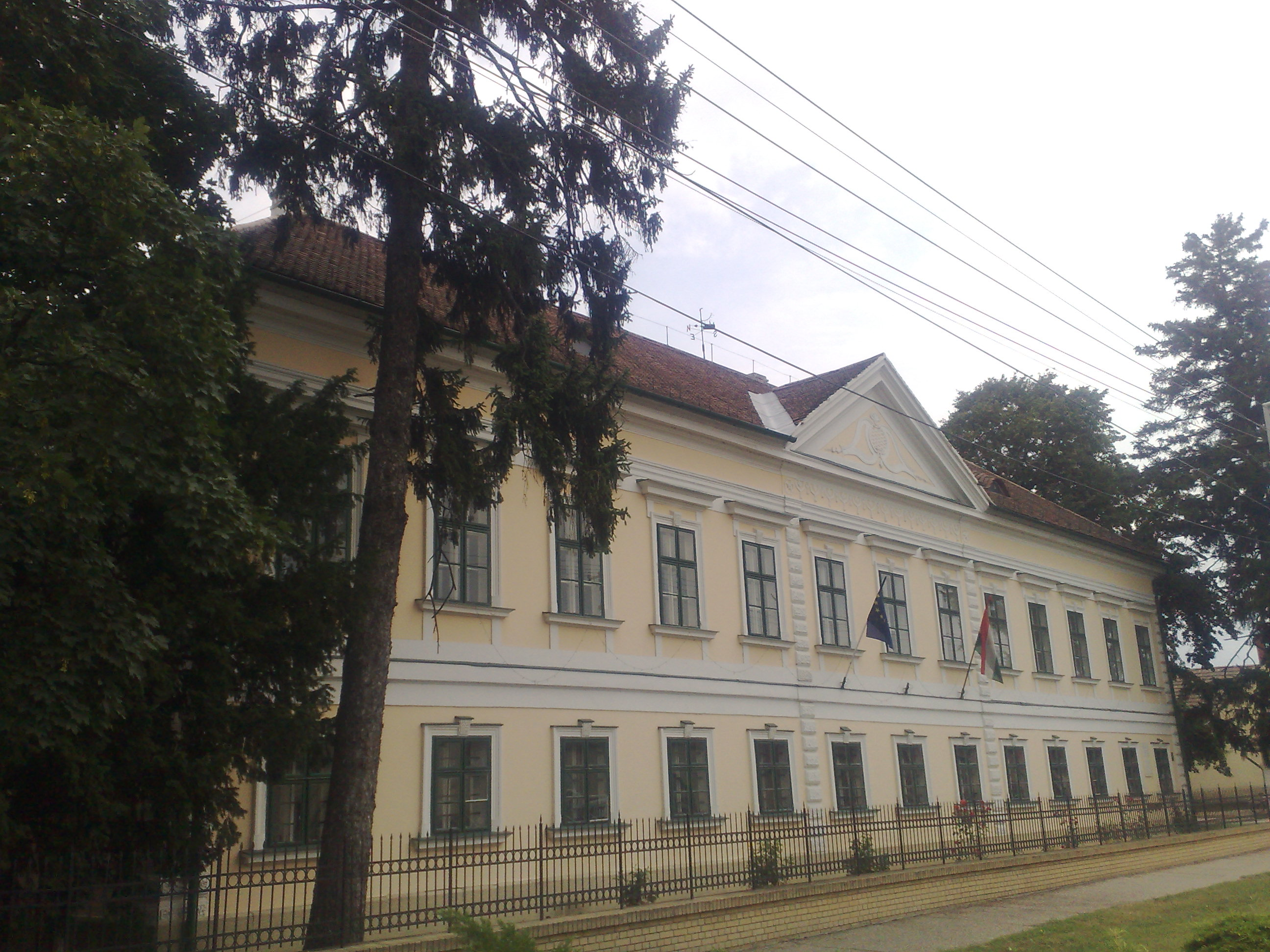
A püspöki palota

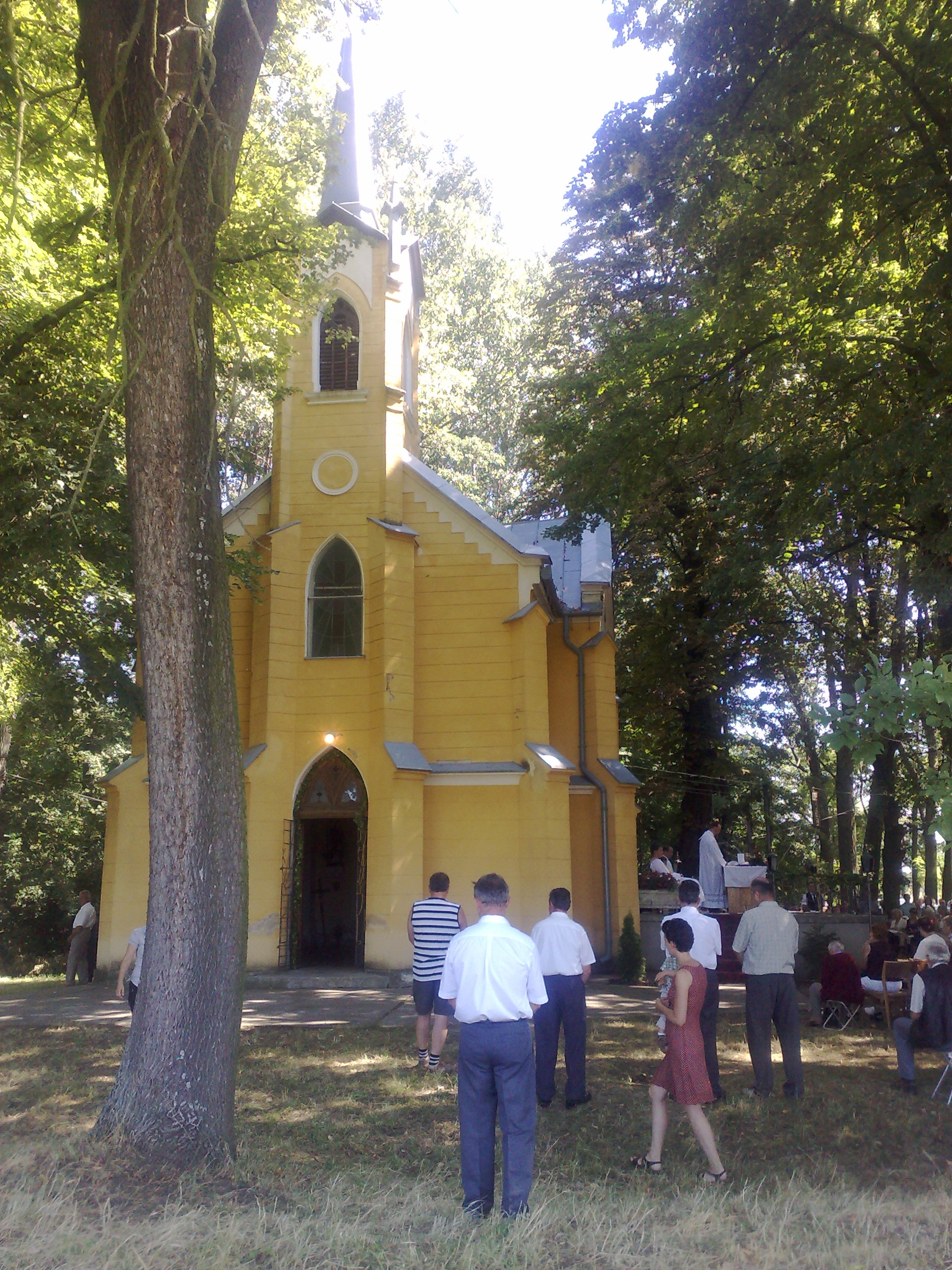
A Szent Anna-kápolna

A települést említő első, 1398-as oklevélben még Zayan néven szerepel. Ekkor a győri püspökség keszői várához tartozik.
Kedvező – a Sopron–Pápa út menti – fekvésének köszönhetően már 1427-ben mezővárosi rangot viselt.
1543-ban a török kirabolta és felégette, de 1549-ben már 42 jobbágyportát és 37 zsellércsaládot számoltak össze a településen. A Rába védte is a töröktől, de áradásaival gyakran pusztította is, ezért már akkor megkezdték a védőtöltések építését.
1571-ben a híres keszői várnagy, Thury György délvidékről menekült katonatársairól és a török előnyomulásról szólnak a feljegyzések. Ebben az időben növekedett a vagyontalan zsellérek száma. Az elszegényedés egyik jele, hogy az úrbéri szolgáltatásokat nem teljesítő zsellérek lakásuk elhagyására kényszerültek, és csak a település szélén, összetákolt kunyhókban tudtak meghúzódni.
A 16. század végén alakult földesúri majorüzem a telkes jobbágyok telkét is megcsonkította.
1594-ben 120 család lakott Szanyban. Az Egyház, a Pápa, a Győr és a Szil utcák már ekkor léteztek. A török pusztítás azonban még abban az évben menekülésre kényszerítette az itt lakókat éppúgy, mint Rábaköz egész népét.
1619-ben még csupán 13 jobbágy- és 3 zsellérporta volt lakott. A reformáció időszakában a vallásháborúktól és járványoktól is szenvedett a lakosság (1711-ben „mirigyhalál", vagyis pestis dúlt). A Rákóczi-szabadságharc idején a kuruc-labanc harcok tovább nyomorították a települést.
1740 táján a püspökség, a korábbi bérlet helyett, saját kezelésébe vette a szanyi uradalmat. 1783-ban már állt a településen a püspöki palota.
A 18. században jelentősen nőtt a népesség száma, de a telekállomány nem változott. A földesúr a szántók bérbeadásával és az irtásföldek átengedésével segített, hogy a nép ne maradjon kenyér nélkül. Utóbbiak termővé alakítása az 1750-es évektől felgyorsult. Ennek emlékét őrzi Irtásmajor, amely kápolnával is rendelkezik.
Ekkor még csak kevés iparos dolgozott a településen, de a takácscéh már 1712-ben megkapta első privilégiumlevelét.
1778-tól Szany plébánosa a kor neves költője, Nagy János volt, aki a helység szellemi és társadalmi életében is aktívan részt vett.
1740-ben a püspökség felújította a 16. században egyszer már elkezdett majorgazdálkodást. A gyarapodás bizonyítékai a 18. század közepének építkezései: 1747-ben megépült a Szent Vendel-kápolna, 1753-ban pedig a Szent Anna-kápolna, amely idővel jelentős búcsújáró hellyé vált. Az Anna-napot követő hétvégei búcsúra gyalog, templomi zászlók alatt, vallási énekeket énekelve még a 20. század közepén is számtalan processzió zarándokolt ide közeli és távolabbi településekről; e régi búcsújárások hangulatát napjaink autós zarándoklatai csak kevéssé adják vissza.
1767-ben készült el Szany templomának a főhajója, 1783-ban pedig a püspöki palota, amely a háromtornyú templommal együtt máig a legjellegzetesebb eleme a község panorámájának.
Bár a település a 19. század második felére elveszítette mezővárosi rangját, gazdaságilag a Rábaköz egyik jelentős helysége maradt. Az 1870-es népszámlálás adatai szerint 2754 lakos, 733 ló, 1324 szarvasmarha, 3614 juh, 1209 sertés és 45 kas méh volt a községben.
1886-tól működik a posta Morse-távíróval (1920-tól telefonnal). 1896-ban a vasútvonal is megépült, ám az egyre növekvő lakosságot már sem az építkezések, sem a község határa nem tudta eltartani. Megindult a kivándorlás. Ehhez az 1898-as nagy tűzvész is hozzájárult. A falu Kanada nevű része az amerikás szanyiakra emlékeztet: az általuk hazaküldött pénzből épültek itt az első házak.
A 19–20. század fordulójának gazdasági válságai Szanyt sem kerülték el, de ennek ellenére, 1912-ben a templomkertben a püspök anyagi támogatásával artézi kutat fúrtak, amelynek jellegzetes vasas vize még ma is csordogál.
1924-ben megalakult a szanyi ipartestület, 1931-ben pedig a szanyi Gyöngyösbokréta népi együttes. 1936-ban bevezették a villanyt.
A második világháború harcai elkerülték a falut.
A 20. század hatvanas–hetvenes években átformálódott a község arculata. A közművek korszerűsítése, új oktatási, kulturális, sport-, egészségügyi és szolgáltató intézmények építése, az 1963–69 között működött gimnázium, a Csornai Mezőgazdasági Technikum kihelyezett tagozata „mikrocentrummá" tették Szanyt. Az új létesítmények létrehozásához fokozott költségvetési támogatást tett lehetővé, hogy 1973-ban Rábaszentandrással és Soborral közös tanácsot hoztak létre, majd 1977-ben nagyközséggé nyilvánították a falut. A rendszerváltás után Rábaszentandrás és Sobor újra önállósodott, de ez nem törte meg Szany fejlődését. Az utóbbi évtizedek során kiépült a víz- és csatornahálózat, a vezetékes gáz, fafeldolgozó üzem és számos kereskedelmi és szolgáltató egység települt a községbe, a püspöki palota udvarában pedig a szép környezethez méltó, félig fedett piactér épült európai uniós támogatással.

### A szanyi népviselet

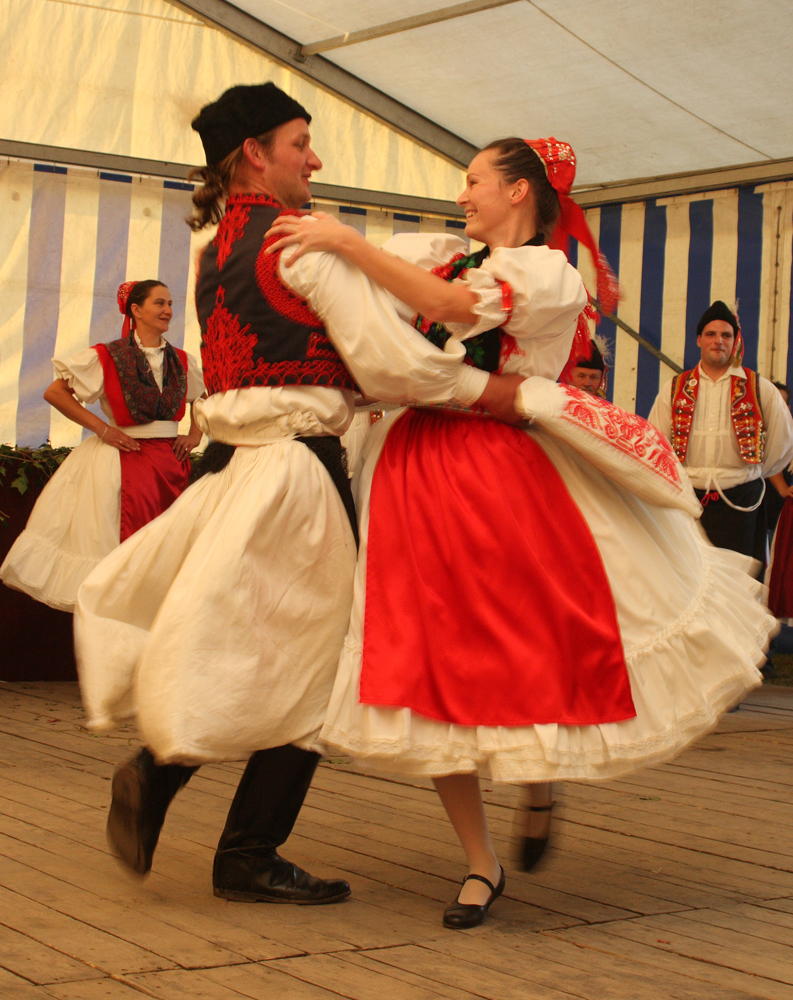
Hagyományőrző táncosok népviseletben

A rábaközi népviseletre – ezen belül a szanyira is – jellemző a gazdagon díszített öltözék, amelyet ma már csak a hagyományőrző rendezvényeken hordanak. A férfiak tavasztól őszig lenvászonból készített bőgatyát viseltek, amelynek dereka gondosan össze volt ráncolva, hozzá fekete vagy sötétkék félretűrt kötényt. Bő ujjú, de csuklóban gombbal összefogott inget, az ing felett piros, vagy kék, posztóból készült, zsinórral és gombokkal gazdagon díszített mellényt. Van olyan mellény is, amin 100 méternél több zsinór és 90-nél több gomb van. Zsinórban kedvelték a zöld, a sárga, az arany és ezüst színeket. A gombok kúp alakúak és hófehér porcelánból készültek. Mindehhez szőrmekucsma illett, amit árvalányhajjal díszítettek. A viselethez oldalvarrott, kemény és magas szárú, „gavallérsarkú", kissé hegyes orrú, fekete csizmát hordtak. A férfiak téli viselete sötét, szilvakék, sújtásos combnadrág, hozzá ugyanolyan színű, csapott vállú kabát volt, melyre többnyire prémes „dómánt" vettek, panyókára vetve.
Az asszonyok ruhájuk színét mindig az ünnepnek megfelelően választották meg. Egyforma színbe öltöztek a misét mondó pappal. Böjt idején lilát, húsvétkor fehéret, pünkösdkor pirosat vagy bíbort hordtak. Kedvenc színük volt a bíbor és a dohány. Lábukon az évszaknak megfelelően csatos cipőt, oldalvarrott, kemény szárú csizmát vagy magas szárú, fűzős cipőt viseltek. A társadalom nőideálja az anyatípus volt. Ezért sok szoknyával (4-5) szélesítették magukat, derekukra 8–10 cm átmérőjű textilmaradékból varrt hurkát, „fart" kötöttek. Felsőtestükön vagy balidont viseltek, mely a szoknyába betűrhető volt, és díszes gürtnivel szorították le, vagy tunikát, amely fodrozódott. Ezt tarka, rózsás kendővel kötötték keresztbe a vállukon. Hidegebb időben vastagabb, gyapjúból szőtt, horgolt vagy kötött kendőt hordtak. Kontyukra kobakot helyeztek, melyet flitterekkel és csigákkal gazdagon hímzett szalagok díszítettek. Hétköznapokon csak egyszerűen piros alapú, rózsás „szorítóval" kötötték be a fejüket. Ünnepnapokon a kobakra vagy színes, mintás, vagy fehér, áttört mintás kendő került. A félünnepeken a kékfestő anyagok elterjedésével – a népviseleti formákat megőrizve – ebből az anyagból készült ruhákban jártak. A lányok haját nagyon sok ágba fonták és zsomporszerűen a fejükre rögzítették egyszerű csatokkal és díszes tűkkel. Hogy a frizura tartós legyen, fonás közben állandóan vizezték. A kislányok haját copfba fonták, homlokuk fölé pártára emlékeztető, bőrből vagy vastagabb textíliából készült, hímzett szalagot kötöttek.

## Közélete

### Polgármesterei
- 1990–1994: Tóth Károly (MDF-FKgP-KDNP)[4]
- 1994–1998: Tóth Károly (független)[5]
- 1998–2002: Tóth Károly (független)[6]
- 2002–2006: Tóth Károly (független)[7]
- 2006–2010: Németh Gergely (független)[8]
- 2010–2014: Németh Gergely (független)[9]
- 2014–2019: Németh Gergely (független)[10]
- 2019–2024: Németh Gergely (független)[11]
- 2024– : Legler Andrea (független)[1]

## Népesség
A település népességének változása:
| Lakosok száma | 2047 | 2033 | 2024 | 2062 | 2070 | 2026 | 2016 |
|               | 2013 | 2014 | 2015 | 2021 | 2022 | 2023 | 2024 |

A 2011-es népszámlálás során a lakosok 91,3%-a magyarnak, 4% cigánynak, 0,3% németnek mondta magát (8,7% nem nyilatkozott; a kettős identitások miatt a végösszeg nagyobb lehet 100%-nál). A vallási megoszlás a következő volt: római katolikus 82%, református 0,8%, evangélikus 2,4%, felekezeten kívüli 2,3% (12,5% nem nyilatkozott).
2022-ben a lakosság 94,1%-a vallotta magát magyarnak, 2,9% cigánynak, 0,7% németnek, 0,3% ukránnak, 0,1% bolgárnak, 0,9% egyéb, nem hazai nemzetiségűnek (5,6% nem nyilatkozott; a kettős identitások miatt a végösszeg nagyobb lehet 100%-nál). Vallásuk szerint 67,3% volt római katolikus, 2,9% evangélikus, 0,9% református, 0,2% görög katolikus, 0,1% egyéb keresztény, 1,3% egyéb katolikus, 3,2% felekezeten kívüli (24% nem válaszolt).

## Látnivalók

### Római katolikus templom

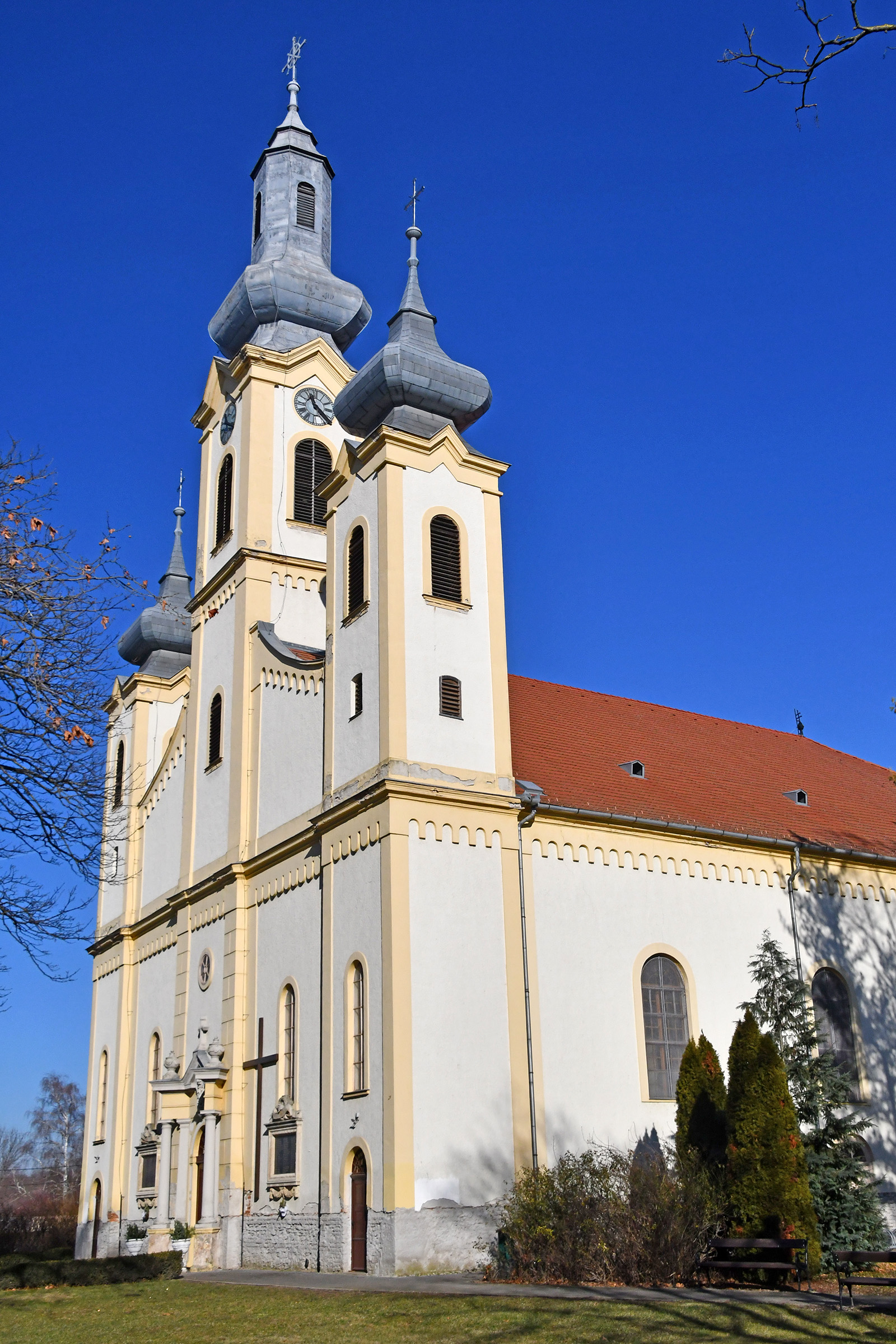
Római katolikus templom

1767-ben Zichy Ferenc győri püspök egyhajós templomot építtetett Szanyban; éppen száz évvel később, 1867-ben ezt bővíttette Zalka János püspök két oldalhajóval és azok előtt egy-egy kisebb toronnyal. A templomon természetesen fellelhetők mindkét kor stílusjegyei: a kapu kerete, a faragott padok, az oltár és a szószék a barokk kort idézi, a toszkán oszlopok és a főoltárkép pedig a 19. századot. A templom ma látható freskóit Takács István festőművész készítette, 1963-ban. A templom 1986-os felújítása során altemplom létezésére derült fény. Ekkor kapott a templom színes üvegablakokat a szentélyben; ezeket Samodai József győri festő-restaurátor készítette. A 48 m magas középső toronyban toronyóra működik, valamint négy harang lakik: a legrégebbi 1924-ben készült Seltenhofer Frigyes soproni műhelyében, 50 kg-os tömeggel egy lélekharang, a két legnagyobb pedig Szlezák László munkája az 1950-es évekből (820, illetve 420 kg), a legújabbat Gombos Miklós öntötte, 2006-ban (115 kg).

### Nepomuki Szent János-szobor

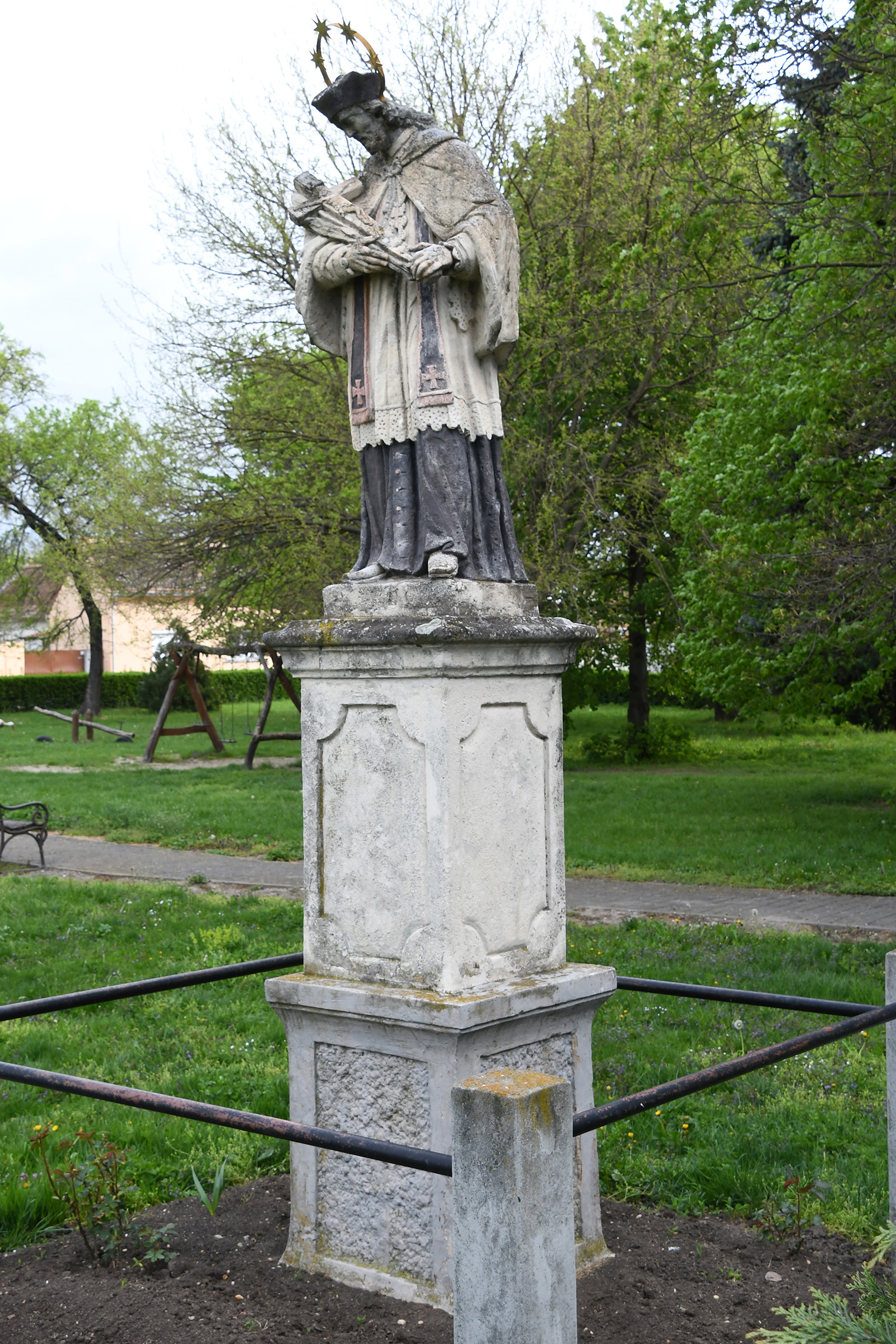
A Nepomuki Szent János-szobor a templomkertben

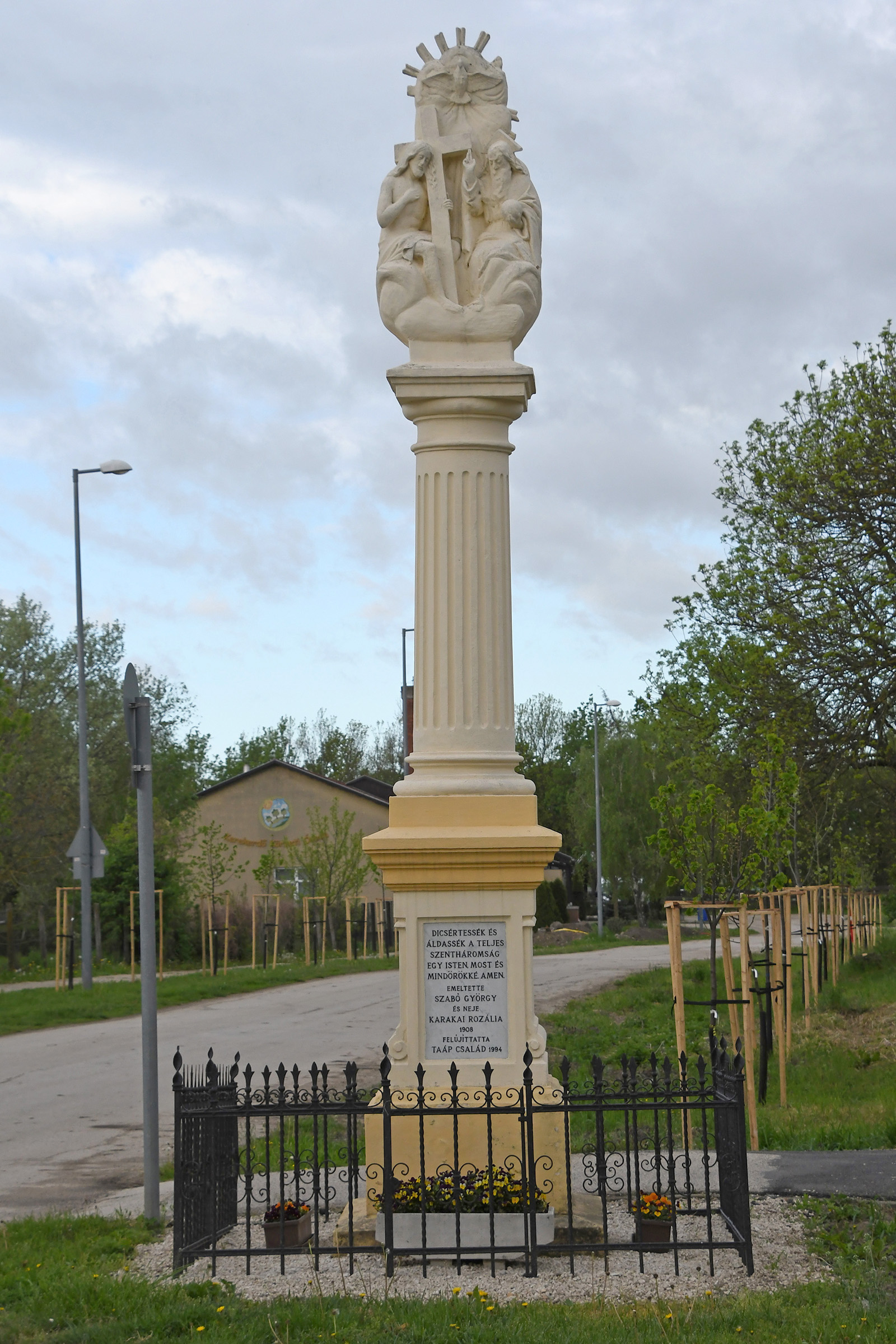
A Szentháromság-szobor

A templomtéren álló, műemléki védettséget élvező mészkőszobor 2008-ban szakszerű restauráláson esett át.

### Szent Anna-kápolna
A falutól 3 km-re északkeletre található kápolna 1753-ban épült, de 1901-ben a kor romantikus, neogótikus stílusában átépítették. Szent Anna búcsúja (július 26.) a Rábaköz több településéből is vonzza a híveket.

### Püspöki palota
A klasszicista stílusú épület számos győri püspök kedvelt nyári tartózkodási helye volt. A II. világháború után több évtizedig az általános iskola felső tagozata működött benne. Ma gazdag helytörténeti gyűjteménynek, továbbá a községi könyvtárnak ad helyet.

### Artézi kút
A templomtér szélén 1912-ben fúrt, jelenleg is működő, mintegy 240 méter mély artézi kút vize iható, kissé vasas.

## Érdekességek
- A település nevét, és a vásárokra lábon hajtott állatok itatására alkalmas kútjának emlékét őrzi az ismert, minden bizonnyal több száz éve énekelt, Szélről legeljetek című népdal szövege:

```
„…
szili
 kút, szanyi kút, 
szentandrási
-
sobri
 kút.”
```

## Híres emberek
- 1929-ben itt született Kokas Klára zenepedagógus